# Donnegudda, Kushtagi
Donnegudda là một làng thuộc tehsil Kushtagi, huyện Koppal, bang Karnataka, Ấn Độ.